# Summorum Pontificum (1922)

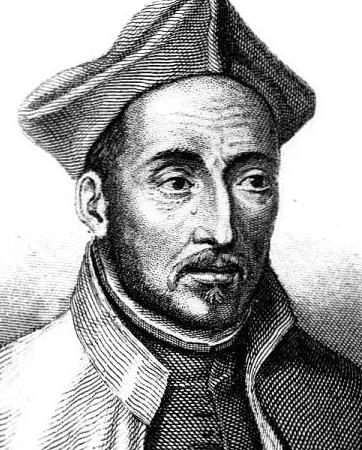
Ignatius von Loyola

Summorum Pontificum ist der Name der Apostolischen Konstitution, mit der Papst Pius XI. am 25. Juli 1922 den heiligen Ignatius von Loyola zum Schutzpatron der geistlichen Exerzitien ernannt hat.
Papst Pius XI. erklärte mit dieser Apostolischen Konstitution, nach dem er das Leben und Wirken des Heiligen Ignatius von Loyola gewürdigt hatte, zum Schutzpatron aller geistlichen Exerzitien und spirituellen Übungen. Er hob besonders das von Ignatius verfasste Exerzitienbuch hervor und bekannte sich zu dessen „Methoden“, „welche dem Gläubigen helfen würde die Sünde zu hassen und ihr Leben nach dem Vorbild Jesu Christi zu gestalten“. Pius XI. erwähnte auch seinen Vorgänger Leo XIII. (1878–1903) der die „ignatianische Methode“ als einen hohen Wert, als asketisches Training  und den richtigen Weg zur Heiligkeit des Lebens bezeichnet hatte.
In seinen Ausführungen geht Pius XI. auch auf die Heiligen Franz von Sales und Karl Borromäus ein, er erinnert daran, dass sich diese Personen mit ignatianischen Übungen auf ihren geistlichen Weg vorbereitet hatten. In seiner Konstitution geht der Papst ebenfalls auf die Exerzitienregeln ein und unterstreicht, dass das Erlernen der Regeln und die Ausübung von Exerzitien zur Priesterausbildung gehören sollen.
Die päpstliche Erklärung lautet abschließend, dass er den Heiligen Ignatius in Würdigung der dritten Jahrhundertfeier seiner Heiligsprechung und im Namen des Herrn für die gesamte katholische Kirche beider Riten zum Patron aller Exerzitien ernenne. Gleichsam weist er alle  Institute des geweihten Lebens, Sodalitäten und Gruppen an die Exerzitien nach den Regeln des Hl. Ignatius auszuüben.